# Aeshna petalura
Aeshna petalura – gatunek ważki z rodzaju Aeshna i rodziny żagnicowatych. Podgatunek nominatywny występuje w Himalajach, a A. p. tayiali na Tajwanie.